# آل عراق
آل عراق خاندان حاکمی بودند که با کمک امیران سامانی در منطقهٔ کاث حکومتی را پایه‌گذاری کردند. آن‌ها تابع امیران سامانی بودند. عراق بن منصور که در دربار سامانی خدمت می‌کرد، به عنوان نمایندهٔ امیر اسماعیل سامانی، به منطقهٔ کاث در خوارزم فرستاده شد، تا اوضاع آن منطقه را سامان دهد و همین باعث شکل‌گیری حاکمیت آل عراق در منطقهٔ کاث شد. عراق بن منصور در این منطقه به عنوان خوارزمشاه خوانده می‌شد. امیران سامانی از او انتظار ارسال باج و خراج نداشتند و او فقط به ارسال هدایا بسنده کرده‌بود. سرانجام حاکمیت آل عراق با کشته شدن آخرین زمامدارش از بین رفت و بعد ایشان خاندان آل مأمون بر مسند قدرت تکیه زدند.                                  

## دیدگاه‌های موجود پیرامون آل عراق
پیرامون موجودیت حکومت آل عراق، نظرات متفاوتی بیان شده‌است، که به شرح زیر می‌باشند.
1. گروهی از پژوهشگران بر این عقیده هستند که افریغیان حد فاصل سال‌های ۳۰۵ الی ۳۸۵ هجری قمری/ ۹۹۵ میلادی حکومت کردند و در آخر به دست خاندان آل مأمون از بین رفتند. به نظر این دسته از پژوهشگران، آل عراق را نمی‌توان حکومتی واحد به‌شمار آورد، چرا که به نظر ایشان یکی از افراد خاندان افریغیان، عراق نام داشته و او بعد از اینکه در خوارزم قدرتی بلامنازع پیدا کرد، حکومت افریغیان به آل عراق تغییر نام داد، البته نظر این دسته از پژوهشگران با مستندات تاریخی تطابق ندارد.
2. گروهی دیگر خاندان آل عراق و آل مأمون را یکی دانسته و فرقی میان این دو خاندان قائل نمی‌باشند، که نظرات ایشان نیز با مستندات تاریخی همخوانی ندارد.
3. این گروه از محققان در بنیان وجود خاندان افریغیان شک کرده و آنان را ساخته و پرداختهٔ ذهن خاندان آل عراق می‌دانند، که این عقیده هم با داده‌های تاریخی مغایرت دارد.
4. دیدگاه دیگر این است که آل عراق حکومتی نوظهور بودند که به یاری امیر اسماعیل سامانی در منطقهٔ کاث و در شرق جیحون و جنوب دریاچهٔ خوارزم برپا گشتند و امرا و حکمرانان این خاندان ایرانیانی بودند که در برابر حکومت عرب آل مأمون حکومت تشکیل دادند. حیات سیاسی این خاندان تا زمانی که سامانیان صاحب قدرت و اقتدار بودند استمرار داشت، اما پس از آن که سامانیان به دست حکومت قراخانی از بین رفتند، حکومت آل عراق نیز تضعیف شد و سقوط کرد. مقالهٔ حاضر بر پایهٔ این دیدگاه نوشته شده‌است.[۱]

### تشابه اسمی
در زمان حکمرانی طاهریان، منطقهٔ خوارزم خراجگزار نیشابور بوده‌است و شخصی به نام منصور بن طلحه بن طاهر بن حسین در زمان حاکمیت عبدالله بن طاهر و محمد بن طاهر، زمامدار این منطقه بود. ظاهراً بعضی از منابع وی را با منصور بن عبدالله، آخرین فرمانروای افریغی، اشتباه گرفته‌اند و به خاطر همین قضیه میان تمامی اتفاقات این دوره به اتصالی تازه دست یازیده‌اند و این شخص را از یک طرف آخرین بازماندهٔ خاندان افریغی و از یک طرف پدر بنیان‌گذار آل عراق، یعنی منصور بن عبدالله دانسته‌اند. اما از قضا این دو شخص یعنی منصور بن طلحه و منصور بن عبدالله که بر خوارزم حاکمیت داشته‌اند، کاملاً متفاوت از هم هستند. این قضایا باعث شده‌است که خوارزم در دورهٔ حاکمیت طاهریان در هاله‌ای از ابهام فرورود که این امر باعث آشفتگی و ارائهٔ نظرات و تحلیل‌های مختلف از سوی پژوهشگران معاصر شده‌است.

## اوضاع خوارزم پیش از ظهور آل عراق
بعد از آن که طاهریان به سال ۲۵۹ هجری/ ۸۷۳ میلادی، سقوط کردند، در منطقهٔ خراسان مدعیان سیاسی و نظامی جدیدی علم حاکمیت بلند کردند. یکی از این مدعیان صفاریان بودند که بعد از طاهریان خود را زمامدار کل خراسان می‌دانستند. ایشان بر سر تسلط بر نواحی مختلف از جمله خوارزم، با دیگر مدعیان به درگیری برخاستند. همزمان در این دوره یک سری اتفاقات سیاسی در خوارزم به وقوع پیوست که باعث سردرگمی مورخان و آشفتگی اوضاع شده‌است. شخصی به نام حسین بن طاهر طایی، حاکم خوارزم، بر بخارا چیره شد و قتل و غارت زیادی به بار آورد و موجب ناامنی شهر شد. در این هنگام امیر اسماعیل سامانی ازسوی برادرش، نصر سامانی، به سمت بخارا لشکر کشید و توانست حسین بن طاهر طایی را شکست دهد و اولین پیروزی سامانیان را در خراسان رقم بزند. در این زمان به ظاهر، حاکمان خوارزم همچنان تلاش می‌کردند تا وفاداری خود نسبت به طاهریان را نشان دهند. در سال ۲۶۳ هجری/ ۸۷۷ میلادی، فردی به نام احمد بن محمد بن طاهر، والی خوارزم شد. صفاریان نیز در این زمان به سمت خراسان لشکر کشیدند. عمرولیث، فردی به نام محمد بن عمر خوارزمی را برای تصرف خوارزم گسیل داشت، اما در سال ۲۷۲ هجری / ۸۸۵ میلادی، رافع بن هرثمه که از جانب محمد بن طاهر نیابت خراسان را بر عهده داشت، توانست با کمک سپاهیان سامانی بر خوارزم چیره شود. اما در سال ۲۸۴ هجری/ ۸۹۷ میلادی، محمد بن عمر خوارزمی با قتل رافع بن هرثمه، دوباره بر خوارزم چیره شد و سر رافع را برای خلیفه فرستاد. در این زمان، امیران خوارزم خود را خوارزمشاه می‌خواندند و نسبت به خلیفه اظهار اطاعت می‌کردند.

## تأسیس حکومت آل عراق توسط عراق بن منصور
امیر اسماعیل سامانی در سال ۲۸۴ هجری/ ۸۹۷ میلادی، عراق بن منصور را به عنوان نمایندهٔ خود به خوارزم فرستاد. او درشهر کاث مستقر گردید و به این شکل خاندان آل عراق شکل گرفت. از طرفی، عمرولیث صفاری از این اقدام امیر اسماعیل ناخشنود شد و به همین علت، برای سرکوب عراق بن منصور راهی ماوراءالنهر شد، اما موفقیتی به دست نیاورد و بعدها همین قضیه یکی از دلایل ستیز و مبارزه میان صفاریان و سامانیان در پیکار بلخ بود، که منجر به پیروزی سامانیان و تأیید حکومت ایشان از جانب خلیفهٔ عباسی شد؛ بنابراین واضح است که نمی‌توانیم آل عراق را ادامه سلسلهٔ افریغیان بدانیم.

## عراق بن منصور
عراق بن منصور که لقب خوارزمشاه یافت، پس از وقایع یاد شده، قدرت و نفوذ زیادی در خوارزم به دست آورد و در عمل به استقلال رسید، اما همچنان سیادت سامانیان را پذیرفته‌بود. اگرچه امرای سامانی از او انتظار ارسال خراج نداشتند و به همان هدایایی چند بسنده می‌کردند.

## محمد بن عراق
بعد از عراق بن منصور، پسرش، محمد بن عراق، به حکومت رسید. اطلاع دقیقی از سال بر تخت نشستن محمد در دسترس نیست، اما زمامداری او تا حدود سال ۳۴۰ هجری/ ۹۵۱ میلادی، به طول انجامید. در مورد انتقال قدرت از عراق به محمد نیز سندی موجود نمی‌باشد. اطلاعات مرتبط با حکومت محمدبن عراق، فقط محدود به دو گزارش است.
1. گزارش نخست از ابن فضلان است، که می‌گوید او از طرف خلیفه المقتدر عباسی به خراسان، خوارزم و سرزمین بلغار و اسلاو‌ها فرستاده شد. او از دربار امیر نصر سامانی، با نامه‌ای به سمت خوارزم روانه شد. به گفتهٔ ابن فضلان، در آن جا مورد تکریم محمد بن عراق خوارزمشاه قرار گرفت. او همچنین با گزارش‌هایی که از درهم‌های تقلبی و مغشوش رایج در خوارزم به ما می‌دهد، نابسامانی اقتصادی آن دوران را نیز برای ما روشن می‌سازد.
2. گزارش دوم در مورد مشارکت محمد بن عراق در دفع و سرکوب شورش لیلی بن نعمان، سردار علویان طبرستان، به نفع سپاهیان سامانی در منطقهٔ توس در سال ۳۰۸ هجری/ ۹۲۱ میلادی است، که منجر به کشته شدن لیلی بن نعمان شد.[۶][۷]

## ابوسعید احمد بن محمد بن عراق
این شخص را جزو منجمان و ریاضیدانان بزرگ به‌شمار می‌آورند. از جمله کارهای مهمی که او انجام داد، این بود، که دست به اصلاح تقویمی جدید در خوارزم زد و دانشمندان زیادی من جمله پسر عمویش ابونصر منصور بن علی بن عراق، که به بطلمیوس ثانی نیز معروف است، را به خدمت گرفت، که ابوریحان بیرونی از او به عنوان استاد من یاد کرده‌است. اسحاق بن ابراهیم فارابی، کتاب معروف خود، دیوان الادب، را به نام ابوسعید خوارزمشاه تألیف کرد.
ظاهراً پایان زمامداری محمد بن عراق، در فضایی ابهام آلود و همراه با غرض‌های سیاسی و مذهبی بود. در واقع هیچ گزارشی از انتقال قدرت از محمد به ابوسعید وجود ندارد و عده ای از پژوهشگران تاریخ آغاز امارت او را در میانهٔ سال‌های ۳۳۱ الی ۳۶۵ هجری/ ۹۴۲ میلادی، دانسته‌اند. یکی از کارهایی که در دوران زمامداری ابوسعید به وقوع پیوست، این بود، که اسلام در میان اقوام خزر گسترش یافت. یکی از مهم‌ترین اتفاقاتی که دراین دوره رخ داد و حتی از سوی پژوهشگران و محققان به درستی تحلیل و تبیین نشد، شورش شخصی به نام عبدالله بن اشکام در خوارزم علیه نوح بن نصر سامانی بود. به ظاهر حوادث خوارزم و رفتار ابوسعید، موجب خشم و نگرانی امیران سامانی شده بود و همین قضیه باعث شد تا امیر سامانی او را دستگیر کرده و به زندان بیفکند. تنها منبع تاریخی که از این قضیه یاد کرده، آثار الباقیه بیرونی است. ابوسعید بعد از آن که از زندان رهایی یافت، به پایتخت خود بازگشت و زمام امور را در دست گرفت، اما با این تفاسیر، دلیل اصلی زندانی شدن و رهایی او روشن نیست، اما در خلال همین دستگیری وی، عبدالله بن اشکام در خوارزم از سوی سامانیان به امیری منصوب شد، اما بعدها به دلیل این که اشکام علم سرکشی برافراشت و به ناسازگاری با امیر نوح برخاست، سپاهیان سامانی برای سرکوب شورش وی اعزام شدند، که اشکام از پادشاه ترکستان طلب کمک کرد. پادشاه ترکستان نیز به مانند ابوسعید، فرزندش در بند سامانیان بود. امیر نوح نامه‌ای به پادشاه ترکستان نوشت و به او گفت که اگر عبدالله بن اشکام را دستگیر کند، او فرزندش را آزاد خواهد کرد و پادشاه ترکستان نیز پذیرفت، لیکن اشکام از این اوضاع باخبر گشت و سر به اطاعت سامانیان آورد و نوح سامانی نیز او را بخشید، اما این مسئله که آیا امیر سامانی دوباره ابوسعید را به خوارزمشاهی نشانید یا اشکام را به حکومت خوارزم برگرداند، به درستی مشخص نیست. این ابهام باعث می‌شود، تا نتوان تحلیل درست و منطقی از اوضاع خوارزم در دوران زمامداری ابوسعید به دست داد. از ابوسعید سکه‌هایی در دست است که یکی در سال ۳۴۸ هجری و دیگری در سال ۳۶۶ هجری ضرب شده‌است. سکهٔ اولی در زمان اصلاح تقویم خوارزمی و سکهٔ دومی در ردیف آخرین سکه‌های زمامداری وی می‌باشد. در این دو سکه بر خلاف سایر مسکوکات، نامی از امیران سامانی آورده نشده‌است و دلیل این کار می‌تواند این باشد، که دگرگونی‌های به وجود آمده در بخارا و ظهور مدعیان جدید و تضعیف موقعیت امیر سامانی، زمامداران هر منطقه از جمله خوارزم را به عصیان و خودمختاری تحریض می‌کرد و دلیل دیگرش می‌تواند کینهٔ ابوسعید از زندانی شدنش در دربار سامانی باشد و چون فرصت یافت نام امیران سامانی را یاد نکرد.

## ابوعبدالله محمد بن احمد
حکومت و دوران زمامداری وی از حدود سال ۳۶۶ هجری، آغاز و تا سال ۳۸۵ هجری، که مقارن بود با سقوط آل عراق و به قدرت رسیدن نوح سوم سامانی، ادامه پیدا کرد. در تاریخ از ابوعبدالله به عنوان شهید یاد می‌شود. تا این دوره لقب خوارزمشاه را فقط برای حاکم شرقی جیحون که در منطقه کاث استقرار داشت، به کار می‌بردند و حاکمیت غرب جیحون به مرکزیت گرگانج را به مؤسس آل مأمون، محمد بن مأمون، نسبت می‌دادند. آل عراق در حقیقت ولایت و خوارزمشاهی داشتند. در این دوره به خاطر اتفاقات خراسان و قدرت‌یابی عده‌ای از سرداران سامانی، دشمنان داخلی و بیرونی خاندان آل عراق تقویت شدند. این مشکلات از زمانی شروع شد، که نوح بن منصور بر جای پدر تکیه زد و همین امر باعث شد، تا هر امیری تلاش می‌کرد با حمایت یا مخالفت خود با امیر سامانی قدرت کسب نماید. در این میان، تلاش مدعیان خارجی نیز بر مشکلات می‌افزود، من جمله ابوعلی سیمجوری و فائق که سعی می‌کردند با تحریک بغراخان قراخانی، زمینه را برای حمله او به بخارا فراهم کنند، که همین اتفاق نیز رخ می‌دهد و بغراخان به بخارا حمله می‌کند و امیر نوح به خاطر این که از این حمله در امان بماند، به سمت دشت‌های جنوبی خوارزم روانه می‌شود. نوح بارها از ابوعلی سیمجوری و فائق درخواست کمک و یاری کرد، اما آن‌ها نه تنها وی را یاری نکردند، بلکه جانب دشمن وی را گرفتند. با این حال، ابوعبدالله خوارزمشاه و محمد بن مأمون به یاری وی برخاستند و شاید به خاطر همین قضیه بوده که امیر نوح به سمت آنان رفت. به دلیل بیماری بغراخان، سپاهیان وی بخارا را ترک کردند و امیر نوح دوباره به پایتخت خود برگشت و قدرتش را تثبیت کرد. امیر نوح به خاطر زحماتی که ابوعبدالله و محمد بن مأمون برایش کشیدند، مناطق ابیورد و نسا را به آنان اعطا کرد. در این بین، ابوعلی سیمجوری که بعد از شکست‌های پیاپی در مقابل امیر نوح، دوباره به قدرت رسید، مسئول واگذاری این دو منطقه به ابوعبدالله و محمد بن مأمون شد. ابوعلی به خاطر اینکه از یاری به امیر سامانی اجتناب ورزیده بود، نسبت به این اقدام امیر نوح معترض بود و تلاش می‌کرد تا از ابوعبدالله و محمد بن مأمون انتقام گیرد. وی به سبب دوستی و رفاقتی که با محمد بن مأمون داشت، نسا را به او واگذار کرد، اما از واگذاری ابیورد به ابوعبدالله خوارزمشاه خودداری کرد. او نه تنها ابیورد را به وی نداد، بلکه دستور داد تا سپاهیان و کسان وی را با خفت و خواری از آن منطقه بیرون کنند و به این شکل، کینهٔ خود از همراهی ابوعبدالله با امیر نوح سامانی را نشان داد. یه این شکل کینه‌توزی میان سرداران نظامی و والیان، علی‌الخصوص در خوارزم و ولایات اطراف آن افزایش یافت. در این بحبوحه ابوعلی سیمجوری که از هر فرصتی برای بدست آوردن قدرت بهره می‌برد به دسیسه‌ها و توطئه‌های خود ادامه داد، اما موفقیتی به دست نیاورد. با ورود سبکتگین ترک به عرصهٔ معادلات سیاسی و نظامی، جایگاه ابوعلی تضعیف شد و در نهایت در طی جنگی به سال ۳۸۵ هجری که میان او و قوای یکدست نوح و سبکتکین روی داد، شکست خورد. دربارهٔ شکست ابوعلی سیمجوری در این جنگ دو گزارش موجود می‌باشد.
1. ابوعلی بعد از شکست به خاطر رفاقت و دوستی که با مأمون بن محمد داشت، برای یاری جستن از او به سمت خوارزم روانه شد.
2. ابوعلی بعد از شکست درصدد عذرخواهی از امیر سامانی برآمد و شرط امیر سامانی برای پذیرفتن عذر وی این بود، که او به نزد محمد بن مأمون در جرجانیه رود.

در هر حال، ابوعلی سیمجوری به نیت خوارزم حرکت کرد. ابوعبدالله خوارزمشاه که به دنبال بهانه‌ای بود تا از او انتقام گیرد، وقتی ابوعلی به منطقهٔ هزار اسب رسید، با دو هزار سوار و پیاده، بر او حملهٔ ناگهانی برد و ابوعلی را دستگیر کرد و به سپاهیان و یاران او گفت که هر کس در خوارزم بماند خونش را می‌ریزیم که در نتیجه، همهٔ یاران ابوعلی پراکنده شدند و عده‌ای نیز به سمت گرگانج رفتند و خبر دستگیری ابوعلی را به محمد بن مأمون رساندند. مأمون به خاطر دوستی‌ای که با ابوعلی داشت، یا به خاطر چیزهای دیگر، لشکری عظیم آماده کرد و به شهر کاث هجوم برد. او بعد از کشتار فراوان، ابوعبدالله را دستگیر و ابوعلی را آزاد کرد و او را با کمال احترام و ابوعبدالله را با ذلت تمام به خوارزم بردند و در آن جا دستور دادند تا سر از تن او جدا کنند. به این شکل، بعد از به قتل رسیدن ابوعبدالله، آخرین خوارزمشاه آل عراق، قلمرو آنان به سرزمین آل مأمون منضم شد و آل مأمون از این پس عنوان خوارزمشاهی را یدک کشیدند. علت آنکه در تاریخ از ابوعبدالله به عنوان شهید یاد می‌شود، به خاطر یاری رساندن و خدمت او به دربار سامانی می‌باشد.